# グーフィーの猛獣狩り
『グーフィーの猛獣狩り』（グーフィーのもうじゅうがり、原題：African Diary）は、ウォルト・ディズニー・プロダクション（現：ウォルト・ディズニー・カンパニー）が製作した1945年4月20日公開のアニメーション短編映画作品。グーフィーの短編映画シリーズの17作目である。

## あらすじ
グーフィー達の一団がアフリカの秘境へと冒険する様子を日記を通して説明をする。

## スタッフ
- 製作：ウォルト・ディズニー
- 監督：ジャック・キニー
- 脚本：ビル・ピード
- 作画：アンディー・イングマン、マーレイ・マクレラン、エリック・ラーソン、マーク・デイヴィス
- 音楽：オリバー・ウォレス
- レイアウト：ランス・ノリー
- 背景：レイ・ハッフィン

## キャスト
| キャラクター | 原語版             | 旧吹き替え版 | 新吹き替え版 |
| ------------ | ------------------ | ------------ | ------------ |
| グーフィー   | ピント・コルヴィグ | 小山武宏     | 島香裕       |
| ナレーター   |                    | 江原正士     | 大平透       |

## 日本での公開

### 収録
- 『夢と魔法の宝石箱 ホリディ・グーフィー』（VHS、DHVジャパン、新吹き替え版）
- 「ゆかいな仲間たちグーフィーのサッカー大好き」